# Lubbeek
Lubbeek este o comună în provincia Brabantul Flamand, în Flandra, una dintre cele trei regiuni ale Belgiei. Comuna este formată din localitățile Lubbeek, Binkom, Linden și Pellenberg. Suprafața totală este de 46,13 km². Comuna Lubbeek este situată în zona flamandă vorbitoare de limba neerlandeză a Belgiei. La 1 ianuarie 2008 comuna avea o populație totală de 13.784 locuitori.
1. ↑  GeoNames, accesat în 16 noiembrie 2022